# Amor piangeva, et io con lui talvolta
Amor piangeva, et io con lui talvolta è il venticinquesimo sonetto del Canzoniere di Francesco Petrarca, scritto nel periodo in cui Laura è ancora viva e il sentimento amoroso convive con una riflessione spirituale. Nel testo, Amore è personificato come una figura che piange, e il poeta lo accompagna nel suo pianto, testimoniando la sofferenza provocata dall’allontanamento dell’anima dell’amata da quei legami terreni che la tenevano ostaggio. Tuttavia, il verso successivo svela che Laura ha scelto il dritto camin verso Dio, liberando la propria anima; a questo cambiamento Petrarca risponde con gratitudine a Dio, riconoscendo che la sua misericordia accoglie “i giusti preghi humani”. Nella seconda parte del sonetto il tono si sposta sul viaggio spirituale: se Laura, tornando alla vita amorosa, ha incontrato “fossati e poggi”, ciò significa che il percorso verso la redenzione è non privo di ostacoli un cammino spinoso e faticoso che richiede sacrificio e prove, affinché l’anima possa giungere alla vera virtù.

## Testo
dal qual miei passi non fur mai lontani,

mirando per gli effecti acerbi et strani

l’anima vostra dei suoi nodi sciolta.

Or ch’al dritto camin l’à Dio rivolta,

col cor levando al cielo ambe le mani

ringratio lui che’ giusti preghi humani

benignamente, sua mercede, ascolta.

Et se tornando a l’amorosa vita,

per farvi al bel desio volger le spalle,

trovaste per la via fossati o poggi,

fu per mostrar quanto è spinoso calle,

et quanto alpestra et dura la salita,

onde al vero valor conven ch’uom poggi.»